# The Late Great Townes Van Zandt
Albums de Townes Van Zandt
High, Low and In Between
(1972) Live at the Old Quarter, Houston, Texas
(1977)
The Late Great Townes Van Zandt est le sixième album studio de l'auteur-compositeur-interprète de folk-country Townes Van Zandt, le second publié en 1972 après High, Low and In Between. L'album contient deux de ses chansons les plus reprises, la ballade outlaw country Pancho and Lefty et la chanson d'amour If I Needed You.
L'album contient également trois reprises, la version définitive de Sad Cinderella et son morceau le plus expérimental, l'épopée sombre psychédélique Silver Ships of Andilar.

## Liste des chansons
Sauf indication contraire tous les morceaux sont crédités Townes Van Zandt.
| \| 1. \| No Lonesome Tune \| \| 4:21 \| \| 2. \| Sad Cinderella \| \| 4:15 \| \| 3. \| German Mustard (A Clapalong) \| Townes Van Zandt, Rocky Hill \| 2:55 \| \| 4. \| Don't Let the Sunshine Fool Ya' \| Guy Clark \| 2:25 \| \| 5. \| Honky Tonkin \| Hank Williams \| 3:44 \| \| 6. \| Snow Don't Fall \| \| 2:27 \| \| 7. \| Fraulein \| Lawton Williams \| 2:42 \| \| 8. \| Pancho and Lefty \| \| 3:40 \| \| 9. \| If I Needed You \| \| 3:44 \| \| 10. \| Silver Ships of Andilar \| \| 5:07 \| \| 11. \| Heavenly Houseboat Blues \| Townes Van Zandt, Susanna Clark \| \| \| 32:55 \| \| \| \| |                                 |                                 |       |
| No | Titre                           | Auteur                          | Durée |
| 1. | No Lonesome Tune                |                                 | 4:21  |
| 2. | Sad Cinderella                  |                                 | 4:15  |
| 3. | German Mustard (A Clapalong)    | Townes Van Zandt, Rocky Hill    | 2:55  |
| 4. | Don't Let the Sunshine Fool Ya' | Guy Clark                       | 2:25  |
| 5. | Honky Tonkin                    | Hank Williams                   | 3:44  |
| 6. | Snow Don't Fall                 |                                 | 2:27  |
| 7. | Fraulein                        | Lawton Williams                 | 2:42  |
| 8. | Pancho and Lefty                |                                 | 3:40  |
| 9. | If I Needed You                 |                                 | 3:44  |
| 10. | Silver Ships of Andilar         |                                 | 5:07  |
| 11. | Heavenly Houseboat Blues        | Townes Van Zandt, Susanna Clark |       |
| 32:55 |                                 |                                 |       |

## Réception
Pour le magazine American Songwriter, No Lonesome Tune, If I Needed You et Pancho And Lefty font partie des 20 meilleures chansons de Townes Van Zandt.

## Crédits

### Musiciens
- Townes Van Zandt – chant, guitare acoustique
- Joe Allan – basse
- Jack Clement – mandoline
- Vassar Clements – fiddle
- Chuck Cochran – piano, claviers, arrangements
- Jim Colvard – guitare acoustique, guitare électrique
- Rocky Hill (en).
- Kenny Malone (en) – batterie

### Pochette
- Milton Glaser – direction artistique
- Steve Salmieri – photographie
- Kevin Eggers & Lola Scobey – livret d'accompagnement

## Utilisation de ses chansons

### Films
- Pancho and Lefty en 1990 dans Big Bad John de Burt Kennedy, en 2010, dans Skateland de Anthony Burns[2].
- If I Needed You en 1998 dans Ma meilleure ennemie, en 2006 dans Off the Black, en 2009 dans Crazy Heart, en 2011 dans le court métrage Winter's Children, en 2012 dans Alabama Monroe[2].
- En 2004,  dans le documentaire qui lui est consacré, Be Here to Love Me: A Film About Townes Van Zandt : Pancho and Lefty, If I Needed You[2].

### Séries TV
- Pancho and Lefty est utilisé en 2010,  dans l'épisode 25 de la saison 4 de l'émission de télévision The Marty Stuart Show [2].
- If I Needed You est utilisé dans l'épisode 1 de la saison 1 de Patriot[2].